# オリオン (電機メーカー)
オリオン株式会社は、福井県越前市に本社を置く日本の電機メーカー。株式会社ドウシシャの完全子会社。

## 概要
オリオン電機株式会社は長年にわたり、ORIONブランドにてテレビ、ビデオデッキ、DVDプレーヤーなどの製品分野において複合製品の製造を行い、日本国内外メーカー製品の設計、製造受託、OEM供給などで実績を重ねてきた。
しかし、中国企業の台頭や北米事業の不振などで、2014年3月期の売上高が約250億円に落ち込むなど経営が悪化。再建策として、2015年にブレイン・アンド・キャピタル・ホールディングスが設立したオリオン電機株式会社（新社、後のおおぞら管理）へ事業を譲渡し、オリオン電機株式会社（旧社）はFKサービスへ商号変更して清算手続を行う事になった。オリオン電機（新社）は、完成品受注の低迷や、生産体制強化のための設備投資が嵩んだために再建がなかなか進まず、2018年3月期は赤字決算かつ債務超過となった。
オリオン電機（新社）とORIONブランド製品の総販売代理店であるドウシシャは、さらなる再建策として、2018年12月10日にORIONブランド並びにプロフェッショナルサービス事業（ソリューション設計、基板回路設計、ソフト開発）を、ドウシシャが設立したオリオン株式会社へ譲渡することを発表。オリオンは、2019年1月8日付でオリオン電機（新社）から、ORIONブランド並びにプロフェッショナルサービス事業（ソリューション設計、基板回路設計、ソフト開発）を譲受した。本社はオリオン電機（後のおおぞら管理）と同じ福井県越前市に置かれる。
オリオンは、タイにあるWORLD ELECTRIC(THAILAND)LTD.も引き続き製造委託先とする他、低価格でかつ、日本独自の習慣や規格にそった製品開発の強化を図る。

## 沿革
- 2018年12月10日 - 設立。
- 2019年1月8日 - オリオン電機株式会社（後のおおぞら管理株式会社）から、ORIONブランド並びにプロフェッショナルサービス事業（ソリューション設計、基板回路設計、ソフト開発）を譲受。